# Rudolf Bruns
Rudolf Bruns (* 11. September 1910 in Berlin; † 20. Juli 1979 in Marburg) war ein deutscher Jurist.

## Leben
Von  1928 bis 1931 studierte er an Universität Breslau Rechts- und Staatswissenschaften, Volkswirtschaftslehre und Soziologie. Nach dem ersten Staatsexamen am 8. Februar 1932 war er von 1933 bis 1939 Assistent an der Universität Breslau. Nach der Promotion am 12. Juli 1935 bei Walter Schmidt-Rimpler in Breslau und der Habilitation am 15. Dezember 1943 ebenda war er 1946 zunächst Zivilrichter am Landgericht Hamburg sowie Lehrbeauftragter an der Universität Hamburg. Von 1946 bis 1953 war er außerordentlicher Professor für Bürgerliches Recht und Zivilprozessrecht an der Universität Mainz. Von 1953 bis 1956 lehrte er als Professor an der Universität Saarbrücken. Von 1956 bis 1978 (Emeritierung) war er ordentlicher Professor an der Universität Marburg. Schwerpunkt seiner Tätigkeit waren das Zivilprozessrecht und die Rechtsvergleichung. Er war seit 1957 verheiratet mit Odette Husson. Aus der Ehe stammen 5 Kinder.

## Schriften (Auswahl)
- Das „Wesen der Aktiengesellschaft“ in der Rechtsprechung des Reichsgerichts . 1937, OCLC 716926930.
- Zivilprozeßrecht. Eine systematische Darstellung. 2. Aufl. München 1979, ISBN 3-8006-0752-2.
- mit Egbert Peters: Zwangsvollstreckungsrecht. Eine systematische Darstellung. 2. Aufl. München 1976, ISBN 3-8006-1248-8.